# 塩川鉄也
塩川 鉄也（しおかわ てつや、1961年12月18日 - ）は、日本の政治家。日本共産党所属の衆議院議員（9期）、日本共産党国会対策委員長。

## 略歴
埼玉県入間郡日高町（現：日高市）生まれ。埼玉県立川越高等学校を卒業して東京都立大学人文学部に入学して日本共産党に出会う。東京都立大学では学生自治会委員長を務めながら、日本民主青年同盟に加入し埼玉西南地区委員長や日本共産党埼玉西南地区委員長も務める。大学卒業後、日高市役所に就職した。その後市役所勤務を経て日本共産党専従職員になり、1996年の第41回衆議院議員総選挙に共産党公認で埼玉9区から出馬するが、落選。2000年の第42回衆議院議員総選挙では埼玉8区に国替えし、小選挙区では落選するも重複立候補していた比例北関東ブロックで復活し初当選した。
2003年の第43回衆議院議員総選挙で埼玉8区から出馬し比例で2選。
2005年の第44回衆議院議員総選挙で埼玉8区から出馬し比例で3選。
2006年1月、第24回党大会で党中央委員に選出された。
2009年の第45回衆議院議員総選挙にて埼玉8区から出馬し比例で4選。
2012年の第46回衆議院議員総選挙に比例北関東ブロック単独で出馬し、5選。
2014年の第47回衆議院議員総選挙に比例北関東ブロック単独で出馬し、6選。
2017年の第48回衆議院議員総選挙に比例北関東ブロック単独で出馬し、7選。
2020年1月の第28回党大会第1回中央委員会総会で幹部会委員に選出された。
2021年の第49回衆議院議員総選挙に比例北関東ブロック単独で出馬し、8選。
2024年の第50回衆議院議員総選挙に比例北関東ブロック単独で出馬し、9選。
議員引退した穀田恵二の後任として国対委員長への就任が10月28日の党常任幹部会で決定。
2025年1月の党幹部会で常任幹部会委員に選出。

## 政策・主張
- 2003年の静岡空港建設に反対しており、国会議員署名活動で署名者に加わっていた[9]。
- 2005年11月に中古家電の商業販売を一律に規制するものであると確認がなされたPSE問題では、国会で取り上げた議員の一人で、PSE法はそもそも中古品を想定していないとして追及した[10]。
- 選択的夫婦別姓制度導入に賛同する[11]。「各種の世論調査をみても、選択的夫婦別姓は賛成が反対を上回ってきています。国民世論は熟してきているのに実現ができていないのは、政府・自民党が今日まで法案提出を先延ばしにしてきたから。男女平等・子どもの権利が保障される社会への世論の高まりが大事。」と述べている[12]。
- 2009年、「永住外国人に地方参政権を！5・31集会」に参加[13]。
- 2012衆院選 毎日新聞候補者アンケートによると
  - 憲法改正と集団的自衛権の行使に反対[14]。
  - 原発は再稼働せず廃炉とすべき[14]。
  - TPP交渉参加に反対[14]。
  - 国会議員の定数削減は必要ない[14]。
  - 企業団体献金を廃止すべき[14]。
- 2014衆院選 毎日新聞候補者アンケートによると
  - アベノミクスを評価しない[15]。
  - 首相は靖国神社に参拝すべきでない[15]。
  - 村山談話・河野談話を引き継ぐべきだ[15]。
  - 特定秘密保護法に反対[15]。
- 受動喫煙防止を目的に飲食店等の建物内を原則禁煙とする健康増進法改正に賛成[16]。

## 人物
中学・高校と陸上部に在籍しており、走るのが速い。普段は赤坂の議員宿舎を利用しているが、朝の時間に余裕がある時は自宅から国会議事堂へ通う。その際は自宅から新所沢駅まで30分歩いて、列車通勤（乗車時間約1時間）するという。
妻によると、几帳面な性格で、綿密な作業が得意であるという。
日高市の農家の出身。祖父は村長経験者。父は農業。三富新田の所沢市側にある自宅で妻と3人の娘、猫と暮らす。趣味は映画鑑賞、郷土史研究。漫画「ワンピース」が好き。家庭菜園の作業も行う。座右の銘は「教えるとは希望を語ること、学ぶとは誠実を胸に刻むこと」（ルイ・アラゴン）

## 所属団体・議員連盟
- 離島振興対策委員会（事務局長）[2]
- 骨髄バンク議員連盟（副会長）[2]
- NPO議員連盟（幹事）[2]
- 国連障害者の権利条約推進議員連盟[2]
- 活字文化議員連盟[2]
- 映画議員連盟[2]
- 原発ゼロの会[2]<2015年1月には無所属>
- 日朝友好議員連盟[2]
- 日韓議員連盟[2]
- 日本・ロシア友好議員連盟[2]

## 出演番組
- 日曜討論
- クイズ赤恥青恥

## 選挙歴
| 当落 | 選挙                   | 執行日         | 年齢 | 選挙区                | 政党       | 得票数    | 得票率 | 定数 | 得票順位 /候補者数 | 政党内比例順位 /政党当選者数 |
| ---- | ---------------------- | -------------- | ---- | --------------------- | ---------- | --------- | ------ | ---- | ------------------ | ---------------------------- |
| 落   | 第41回衆議院議員総選挙 | 1996年10月20日 | 34   | 埼玉9区               | 日本共産党 | 2万9601票 | 14.35% | 1    | 4/5                | /                            |
| 比当 | 第42回衆議院議員総選挙 | 2000年06月25日 | 38   | 比例北関東（埼玉8区） | 日本共産党 | 3万4361票 | 18.43% | 1    | 4/4                | 2/2                          |
| 比当 | 第43回衆議院議員総選挙 | 2003年11月09日 | 41   | 比例北関東（埼玉8区） | 日本共産党 | 1万8512票 | 10.21% | 1    | 4/4                | 1/1                          |
| 比当 | 第44回衆議院議員総選挙 | 2005年09月11日 | 43   | 比例北関東（埼玉8区） | 日本共産党 | 2万7783票 | 12.67% | 1    | 3/3                | 1/1                          |
| 比当 | 第45回衆議院議員総選挙 | 2009年08月30日 | 47   | 比例北関東（埼玉8区） | 日本共産党 | 2万4918票 | 10.67% | 1    | 3/4                | 1/1                          |
| 当   | 第46回衆議院議員総選挙 | 2012年12月16日 | 50   | 比例北関東            | 日本共産党 | ーー票    | ーー   | 20   | /                  | 1/1                          |
| 当   | 第47回衆議院議員総選挙 | 2014年12月14日 | 52   | 比例北関東            | 日本共産党 | ーー票    | ーー   | 20   | /                  | 1/2                          |
| 当   | 第48回衆議院議員総選挙 | 2017年10月22日 | 55   | 比例北関東            | 日本共産党 | ーー票    | ーー   | 19   | /                  | 1/1                          |
| 当   | 第49回衆議院議員総選挙 | 2021年10月31日 | 59   | 比例北関東            | 日本共産党 | ーー票    | ーー   | 19   | /                  | 1/1                          |
| 当   | 第50回衆議院議員総選挙 | 2024年10月27日 | 62   | 比例北関東            | 日本共産党 | ーー票    | ーー   | 19   | /                  | 1/1                          |